# Barrett M82
Barrett M82 Special Application Scoped Rifle (пушка с оптичен мерник за специално приложение) е мощна снайперова голямокалибрена пушка, създадена от американската оръжейна компания Barrett Firearms Manufacturing. Използва се от много армии и военни части по света, включително и от американските специални части. Винтовката използва .50 BMG (12.7 x 99 mm NATO) и може да се намери в два варианта: М82А1 (и А3) и М82А2 (с „бълпъп“ конфигурация). М82А2 вече не се произвежда, но друга „бълпъп“ версия на М82 може да бъде намерена – ХМ500. След като навлиза във военна употреба, армията прекръства пушката на M107 Long Range Sniper Rifle (М107 Далекобойна снайперова пушка).

## История и преглед
Рони Барет основал оръжейната компания, за да произвежда полуавтоматични винтовки, използващи изключително мощните боеприпаси .50 BMG. Барет първоначално нямал опит в производството на оръжия, но започнал да се самообучава. Започнал да прави чертежите на ръка и построил в гаража си прототипа на това, което скоро щяло да стане Barrett .50-и калибър. Барет започнал работата си през ранните 80 години на 20 век и първите функциониращи винтовки били готови през 1982, откъдето идва и названието им (М82-Модел 1982). Рони Барет продължил да разработва оръжието си и към 1986 г. той разработил подобрената версия М82А1. Първият голям успех дошъл, когато шведската армия закупила 100 броя М82А1 през 1989 г. По-голям успех последвал през 1990 г., когато американските въоръжени сили закупили значителен брой М82А1 по време на операциите „Пустинен щит“ и „Пустинна буря“ в Кувейт и Ирак. Около 125 пушки били закупени от американската морска пехота, а скоро след това последвали поръчки от Армията и Военновъздушните сили. Във военните части М82А1 е наричана Special Application Scoped Rifle (Пушка с оптичен мерник за специално приложение) и се използва за обстрел на лекобронирани и човешки цели. Армията прекръстила М82 на М107 Long Range Sniper Rifle (М107 Далекобойна снайперова пушка). Първоначално армията изисквала винтовка с ръчно действие на затвора, използваща .50 BMG и в крайна сметка избрала Barrett M95 (Версията на М82 с ръчно действие на затвора, „бълпъп“ конфигурация и същия калибър). Тогава решили, че пушка с ръчно действие на затвора не е това, което търсят. Средства вече били вложени в проекта ХМ107, така че армията решила да преименува леко подобрения М82А1М, за да закупи повече от тези винтовки.
По-късно ХМ107 влязла в употреба с официалното название Long Range Sniper Rifle, Caliber .50, M107. Няма значителна разлика между М82 и М107. Въпреки това произведените М107 имат задна стойка/дръжка за стабилност на приклада, по-дълга релса за приспособления. Има слухове за вътрешни подобрения, но няма официална информация.
Големият стрелкови обхват (над 1800 m), голямата кинетична енергия на куршума (.50 BMG държи рекорда за най-дълго потвърдено убийство – 2430 m) и възможността за употреба на различни видове .50 BMG боеприпаси, като API(Armour-Piercing Incendiary, на бълг. бронебоен запалителен), HE (High Explosive-Високо Експлозивен) и др., позволяват обстрел на цели като радарни кабини, камиони, джипове, самолети и т.н. М82 може да бъде използвана и срещу човешки цели, но това не е основното ѝ приложение (както и на всяка пушка, използваща .50 BMG).
По-нататъшното развитие довело до М82А2 – снайперска винтовка с „бълпъп“ конфигурация, с намален откат и възможност за стрелба по хеликоптери, камиони и др. Нямала успех и скоро била спряна от производство. Но през 2006 Barrett Firearms създала ХМ500 – наследника на М82А2.
Последният вариант от семейството на М82 се нарича М82А1М и се използва от американската морска пехота под името М82А3 SASR. Винтовката е идентична с М82А1, с изключение на няколко разлики – рама Picatinny, позволяваща монтирането на различни видове оптични мерници; задна стойка, олекотен механизъм; възможност за монтиране/демонтиране на предната стойка и огнекомпенсатор. Друг вариант на оригиналното оръжие се нарича М82А1А Special Application Scoped Rifle и е специално пригоден за употребата на Raufoss Mk 211 Mod 0, вид API (Armour-Piercing Incendiary – бронебоен запалителен) боеприпаси.
За винтовка с такъв калибър размерът и боравенето с М82 са сравнително удобни (при английската .55-калиброва противотанкова пушка Boys от Втората световна война са били нужни поне двама души). Но дължината и теглото на пушката я прави неудобна за употреба в бойни ситуации, като престрелка в градски условия. Все пак М82/М107 е видяла действие в множество битки от войните в Ирак и Афганистан и продължава да нанася поражения на бойното поле, използвана от американски снайперисти.
Откатът на 12,7 mm патрон е доста голям и трудно се овладява. Но от Barrett се успели да го намалят до нивото на 12-калиброва гладкоцевна пушка. Това е постигнато чрез поставяне на много ефективна дулна спирачка с формата на връх на стрела. Когато газовете с високо налягане избутват куршума напред при изстрел, те оказват натиск назад към приклада и рамото на стрелеца, (т.е. откат) според третия принцип на механиката от Нютон. Но когато преминават през огнекомпенсатора, те променят траекторията си и тръгват почти назад, като натискът се прилага напред към дулото. По този начин отделилите се газове действат като контра на отката. Дулната спирачка отнема повече от 40% от отката на винтовката, държи стабилно дулото и не ѝ позволява да „скача“. За по нататъшно намаляване на „ритника“ са поставени пружини, а самият механизъм на действие сам по себе си намалява отката с пружината, която изтласква затвора напред.
Barrett М82 е била закупена от военни и полицейски части на повече от 30 страни. Снайперската винтовка също така се използва в цивилни състезания, стреляща точно на повече от 900 m.
Американската брегова охрана използва М82 за възможен обстрел на бързи лодки с незаконни търговци на наркотици и други. Някои полицейски части като NYPD също са закупили винтовката. Когато бърза кола трябва да се спре също така бързо, .50 BMG пробива и спира двигателя без проблеми. Ако се налага да се прониква през препятствия, М82 лесно пробива повечето тухлени стени и бетонни плочи. Пушката на Рони Барет е била използвана в многобройни конфликти и изглежда, че няма бронежилетка или каквато и да е защита на тялото, която да не може да пробие. Неслучайно Barrett М107 (М82) била избрана от американската армия за едно от 10-те топ военни изобретения през 2005.
Barrett М82А1 била използвана като платформа за експерименталния OSW (Objective Sniper Weapon) прототип. Това оръжие било със скъсена цев и използвало 25 х 59 mm високо експлозивни амуниции. Експерименталният OSW показал подобрена ефективност срещу различни цели, но откатът бил над човешките възможности. Оръжието било преименувано на ХМ109.
През 1999 г. Barrett Firearms Company представя снайперовата пушка с ръчно действие на затвора и „бълпъп“ конфигурация – Barrett M99 „Big Shot“. Пушката може да използва и новите боеприпаси, създадени от Барет – .416, които са по-леки и по-малки от .50 BMG, но по-точни и с по-голям обхват, специално създадени за обстрел на човешки цели от повече от 2000 m.
Все пак най-известната пушка на Barrett Firearms си остава М82 (М107). Повечето оръжия, произведени от компанията, са по модел на тази изключително мощна и точна снайперова пушка. М82 си остава може би най-известната снайперска винтовка, използваща .50 BMG и една от най-добрите далекобойни пушки.